# Édouard Martell
Pour les articles homonymes, voir Martell (homonymie).
Édouard Martell est un homme politique français né le 17 février 1834 à Cognac (Charente) et décédé le 20 juillet 1920 à Paris.

## Biographie
Fils du négociant Isaac-Théodore Martell et de Clémentine Guys (petite-fille de Pierre-Augustin Guys), neveu de Jean-Gabriel Martell, ancien député de la Charente, il participe à la gestion de la maison de cognac familiale. Il est maire de Cherves, où la famille possède un domaine, de 1865 à 1876 et de 1888 à 1920, conseiller général du canton de Cognac-Nord en 1871, il est aussi président de la Société d'agriculture de la Charente.
En 1871, il est élu député de la Charente et siège à droite, s'inscrivant à la réunion Feray. Il est battu en 1876. Il retrouve un siège de sénateur de la Charente de 1890 à 1903 et de 1912 à 1920.
Il épouse Elisabeth Mallet.

## Sources
- « Édouard Martell », dans Adolphe Robert et Gaston Cougny, Dictionnaire des parlementaires français, Edgar Bourloton, 1889-1891 [détail de l’édition]
- « Édouard Martell », dans le Dictionnaire des parlementaires français (1889-1940), sous la direction de Jean Jolly, PUF, 1960 [détail de l’édition]